# 2025年日向灘地震
2025年日向灘地震是指2025年1月13日21點19分发生于日本日向灘的一场地震。该次地震震中位于31°49.7′N 131°34.2′E / 31.8283°N 131.5700°E，震级为Mj 6.6级、MW 6.7-6.8级，震源深度约36千米，最大震度5弱。该次地震震源位于南海海槽Z段，属逆斷層型地震。本次地震中，九州、四国以及中国地方中西部多地有明显震感，九州有1人在地震中受伤。由于本次地震位于预计的南海海槽特大地震震源区边缘并达到相关标准，气象厅因此發布，等级为“正在调查中”。此次地震被認為是2024年日向灘地震的餘震。

## 构造背景
日本列岛地处欧亚大陆板块、北美洲板块、太平洋板块和菲律宾板块四个板块的交界处，是组成环太平洋火山地震带的一部分。太平洋板块、北美洲板块和欧亚大陆板块、菲律宾板块互相碰撞，使得日本列岛逐渐从海底突起，这使得日本附近地区火山、地震等自然灾害频发。而日向灘位于歐亞大陸板塊和菲律宾海板块的接壤处，是日本地震频繁的地区之一。
本次地震之震源日向灘位于九州岛东南近海，处于琉球海溝与南海海槽的交界处，是菲律宾板块与阿穆尔板块交界中地震活动最活跃的地区之一。本次地震的震源机制解表明这次地震为逆斷層型，这也是日向滩一带最为常见的发震机制，但也有少数地震之机制为板块内部破裂:22。日向滩在过去曾发生过多次规模在M7.0级以上的大型地震，其中1662年发生的外所地震和1968年的另一场地震震级分别达到了Mj7.6和Mj7.5级，并引发了海啸。根据2022年日本地震调查研究推进本部关于日向滩及琉球海沟一带地震的一份评估报告显示，未来10年内日向滩一带发生Mj7.0至Mj7.5级地震的概率为40%，并有可能发生更大规模地震:18。

## 地震
地震发生于2025年1月13日日本时间下午21时19分。日本气象厅于21时19分38.3秒检测到地震波，并于6.1秒后向九州地方发出了紧急地震速报（警报）。
日本气象厅发布海啸注意警报（宫崎县与高知县），並於21時55分發布南海海槽地震临时信息，之後於23時45分變更等級為「調查結束」。

## 烈度分布
下表列出本次地震中震度达到日本气象厅地震烈度表中4及以上的市町村。
| 震度 | 都道府县 | 市町村 |
| ---- | -------- | --- |
| 5弱  | 宮崎縣   | 宮崎市 高鍋町 新富町 |
| 4    | 福岡縣   | 久留米市 |
| 4    | 佐賀縣   | 神埼市 白石町 |
| 4    | 熊本縣   | 熊本市南區 熊本市北區 八代市 人吉市 菊池市 宇土市 宇城市 阿蘇市 合志市 美里町 產山村 高森町 西原村 南阿蘇村 冰川町 蘆北町 多良木町 朝霧町 |
| 4    | 大分縣   | 大分市 佐伯市 臼杵市 竹田市 |
| 4    | 宮崎縣   | 都城市 延岡市 日南市 小林市 串間市 西都市 蝦野市 三股町 高原町 國富町 綾町 木城町 川南町 都農町 門川町 美鄉町 高千穗町                    |
| 4    | 鹿兒島縣 | 鹿兒島市 鹿屋市 垂水市 曾於市 霧島市 市來串木野市 南薩摩市 伊佐市 姶良市 大崎町 東串良町 肝付町                                           |

## 震害情况
此次地震導致水管爆裂等。大分县佐伯市有1人受伤。JR宫崎机场站的窗户玻璃被打破。